# Triangulacija
Triangulácija je način določanja lege triangulacijske točke s pomočjo trikotniških pravil in dveh točk z znanima koordinatama. Eden od avtorjev je Carl Friderich Gauss.